# Гінгем (Монтана)
Гінгем (англ. Hingham) — місто (англ. town) в США, в окрузі Гілл штату Монтана. Населення — 131 особа (2020).

## Географія
Гінгем розташований за координатами 48°33′20″ пн. ш. 110°25′17″ зх. д. / 48.55556° пн. ш. 110.42139° зх. д. (48.555435, -110.421314).  За даними Бюро перепису населення США в 2010 році місто мало площу 0,44 км², уся площа — суходіл.

### Клімат
| Клімат : Гінгем                    | Клімат : Гінгем | Клімат : Гінгем | Клімат : Гінгем | Клімат : Гінгем | Клімат : Гінгем | Клімат : Гінгем | Клімат : Гінгем | Клімат : Гінгем | Клімат : Гінгем | Клімат : Гінгем | Клімат : Гінгем | Клімат : Гінгем | Клімат : Гінгем |
| Показник                           | Січ.            | Лют.            | Бер.            | Квіт.           | Трав.           | Черв.           | Лип.            | Серп.           | Вер.            | Жовт.           | Лист.           | Груд.           | Рік             |
| Абсолютний максимум, °C            | 20,0            | 30,6            | 26,1            | 35,0            | 36,7            | 42,2            | 42,2            | 43,9            | 38,3            | 32,8            | 25,6            | 21,7            | 43,9            |
| Середній максимум, °C              | −3,6            | 0,8             | 7,2             | 14,7            | 20,4            | 25,2            | 29,2            | 28,8            | 22,2            | 15,2            | 4,9             | −1,1            | 13,7            |
| Середня температура, °C            | −9,7            | −5,6            | 0,3             | 6,8             | 12,5            | 17,1            | 20,2            | 19,8            | 13,5            | 7,0             | −1,6            | −7,2            | 6,1             |
| Середній мінімум, °C               | −15,7           | −12             | −6,7            | −1,1            | 4,6             | 8,9             | 11,1            | 10,7            | 4,8             | −1,2            | −8,2            | −13,4           | −1,5            |
| Абсолютний мінімум, °C             | −49,4           | −48,3           | −40,6           | −25,6           | −12,8           | −1,7            | −0,6            | −2,8            | −7,8            | −29,4           | −36,1           | −45,6           | −49,4           |
| Норма опадів, мм                   | 12              | 9               | 18              | 22              | 47              | 48              | 38              | 30              | 26              | 16              | 11              | 13              | 290             |
| ---------------------------------- | --------------- | --------------- | --------------- | --------------- | --------------- | --------------- | --------------- | --------------- | --------------- | --------------- | --------------- | --------------- | --------------- |
| Джерело: NOAA (normals, 1971–2000) |                 |                 |                 |                 |                 |                 |                 |                 |                 |                 |                 |                 |                 |

## Демографія
Згідно з переписом 2010 року, у місті мешкало 118 осіб у 60 домогосподарствах у складі 33 родин. Густота населення становила 266 осіб/км².  Було 83 помешкання (187/км²).
Расовий склад населення:
| - 91,5 % — білих - 3,4 % — корінних американців - 0,8 % — азіатів |

До двох чи більше рас належало 4,2 %. Частка іспаномовних становила 0,8 % від усіх жителів.
За віковим діапазоном населення розподілялося таким чином: 13,6 % — особи молодші 18 років, 66,1 % — особи у віці 18—64 років, 20,3 % — особи у віці 65 років та старші. Медіана віку мешканця становила 52,0 року. На 100 осіб жіночої статі у місті припадало 110,7 чоловіків;  на 100 жінок у віці від 18 років та старших — 108,2 чоловіків також старших 18 років.
Середній дохід на одне домашнє господарство  становив 47 352 долари США (медіана — 39 167), а середній дохід на одну сім'ю — 59 806 доларів (медіана — 53 750). За межею бідності перебувало 13,9 % осіб, у тому числі 0,0 % дітей у віці до 18 років та 35,0 % осіб у віці 65 років та старших.
Цивільне працевлаштоване населення становило 63 особи. Основні галузі зайнятості: сільське господарство, лісництво, риболовля — 23,8 %, оптова торгівля — 20,6 %, освіта, охорона здоров'я та соціальна допомога — 20,6 %.